# Hạnh đầu đà

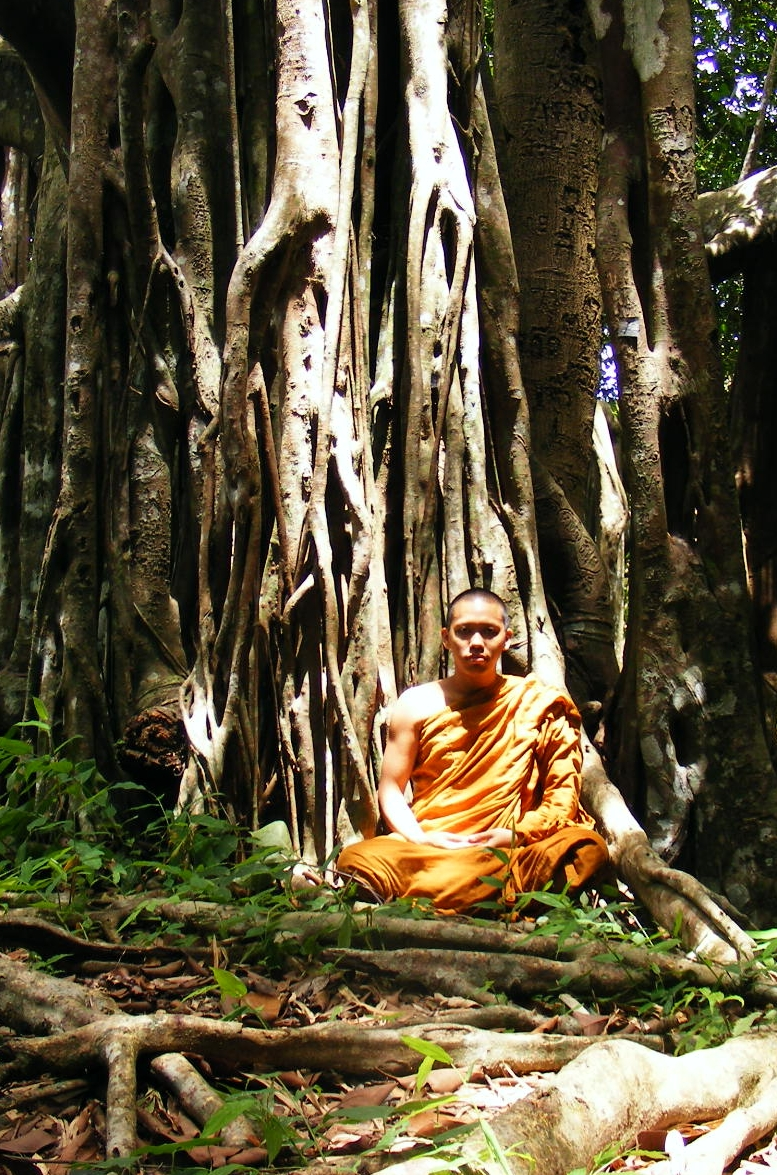
Một vị sư ở Khao Luang, Thái Lan đang tu tập theo lối Hạnh đầu đà, đang thực hành Hạnh ở dưới gốc cây (rukkhamulik'anga)

Hạnh đầu đà (tiếng Pali: dhutanga) là một trong những phương pháp tu khổ hạnh của Phật giáo để tôi luyện thân tâm, trừ bỏ phiền não cấu trần.  Người tu theo hạnh đầu đà chấp nhận những khó khăn trong các vấn đề ăn, mặc, ở, đi lại.